# Phan Thị Hà Dương
Phan Thị Hà Dương là một nhà quản lý, nhà toán học Việt Nam sinh năm 1973. Hiện bà đang làm việc tại phòng Cơ sở Toán học của Tin học, Viện Toán học. Bà dành huy chương đồng trong kì thi Olympic Toán học quốc tế năm 1990 (là nữ học sinh Việt Nam thứ tư đạt giải tại kì thi này sau Phan Vũ Diễm Hằng, HCD năm 1975,  Nguyễn Thị Thiều Hoa, HCB năm 1976, và Nguyễn Thị Minh Hà HCĐ năm 1984). bà nằm trong danh sách 50 phụ nữ ảnh hưởng nhất Việt Nam 2019 của tạp chí Forbes Việt Nam.

## Tiểu sử
Bà là con gái giáo sư Phan Đình Diệu, cháu gái phó giáo sư Văn Như Cương.
Bà học phổ thông tại trường THPT chuyên Hà Nội - Amsterdam. Sau đó bà là sinh viên khoa Toán - Cơ - Tin học, Đại học tổng hợp Hà Nội. Bà học thạc sĩ tại đại học Paris 6 (đại học Pierre-et-Marie-Curie). Trong thời gian này, bà nhận được đề xuất làm đề tài tiến sĩ từ giáo sư Christian Peskine, tuy nhiên bà từ chối.
Năm 1999, bà bảo vệ luận án tiến sĩ với đề tài Structures ordonnées et dynamiques de piles de sable dưới sự hướng dẫn của Jean-Sébastien Morvan, đồng thời được tuyển vào làm phó giáo sư của ĐH Paris 7.
Năm 2005, bà về Việt Nam.
Chồng bà là ông Lê Minh Hà, hiện là giám đốc điều hành Viện Nghiên cứu cao cấp về Toán.
Bà cũng là trưởng bộ môn khoa Toán ứng dụng và Xác suất thống kê, Khoa Toán học, Học viện khoa học và công nghệ; giám đốc điều hành Quỹ đổi mới sáng tạo, Viện nghiên cứu dữ liệu lớn (VinBDI).

## Thành tích nổi bật
Năm 1990, bà dành huy chương đồng trong kì thi Olympic Toán học quốc tế (là nữ học sinh Việt Nam thứ hai đạt giải tại kì thi này sau Nguyễn Thị Thiều Hoa, HCB năm 1976).
Năm 1999, bà đứng đầu trong kỳ thi tuyển vào vị trí Phó Giáo sư của ĐH Paris 7.
Năm 2019, bà nằm trong danh sách 50 phụ nữ ảnh hưởng nhất Việt Nam 2019 của tạp chí Forbes Việt Nam.

## Nghiên cứu khoa học
Các công trình nghiên cứu toán học của bà xoay quanh toán học rời rạc và thuật toán.